# Alue Keutapang (Baktiya)
Alue Keutapang is een bestuurslaag in het regentschap Aceh Utara van de provincie Atjeh, Indonesië. Alue Keutapang telt 693 inwoners (volkstelling 2010).